# Гран-при Лас-Вегаса
Гран-при Лас-Вегаса — этап чемпионата мира Формулы-1, дебютировавший в сезоне 2023.

## Победители Гран-при Лас-Вегаса
| Год  | Пилот           | Команда             | Трасса          | Отчёт |
| ---- | --------------- | ------------------- | --------------- | ----- |
| 2023 | Макс Ферстаппен | Red Bull-Honda RBPT | Лас-Вегас-Стрип | Отчёт |
| 2024 | Джордж Расселл  | Mercedes            | Лас-Вегас-Стрип | Отчёт |